# Javier Otxoa Palacios
Javier Otxoa Palacios (Barakaldo, 30 d'agost de 1974 – 24 d'agost de 2018) fou un ciclista professional, guanyador d'una etapa del Tour de França i campió paralímpic a Atenes 2004.

## Biografia
Ell i el seu germà bessó Ricardo eren grans promeses del ciclisme basc, provinents de la Societat Ciclista Punta Galea, destacant la seva victòria a la desena etapa del Tour de França de 2000 a Hautacam defensant el mallot de l'equip Kelme.
La seva carrera es veuria truncada el 15 de febrer de 2001 quan ell i el seu germà foren atropellats per un automòbil conduït pel vicerector de la Universitat de Màlaga a la carretera que uneix Cártama amb Màlaga, durant un entrenament d'una etapa de la Ruta del Sol. Com a conseqüència de l'accident, Ricardo va morir mentre que Javier va arribar a l'hospital en coma i amb una paràlisi cerebral.
Les lesions que tenia van fer creure els metges que difícilment sortiria del coma en què es trobava quan va arribar a l'hospital. Tot i així, Javier Otxoa va aconseguir sortir-ne i començar una molt llarga rehabilitació que el permetria tornar a agafar la bicicleta. Tot i que les seves lesions l'impossibilitaren el retorn al ciclisme professional, Otxoa va tornar a competir i l'any 2004 es va proclamar campió paralímpic a Atenes (Grècia) i el 2008 a Pequín.

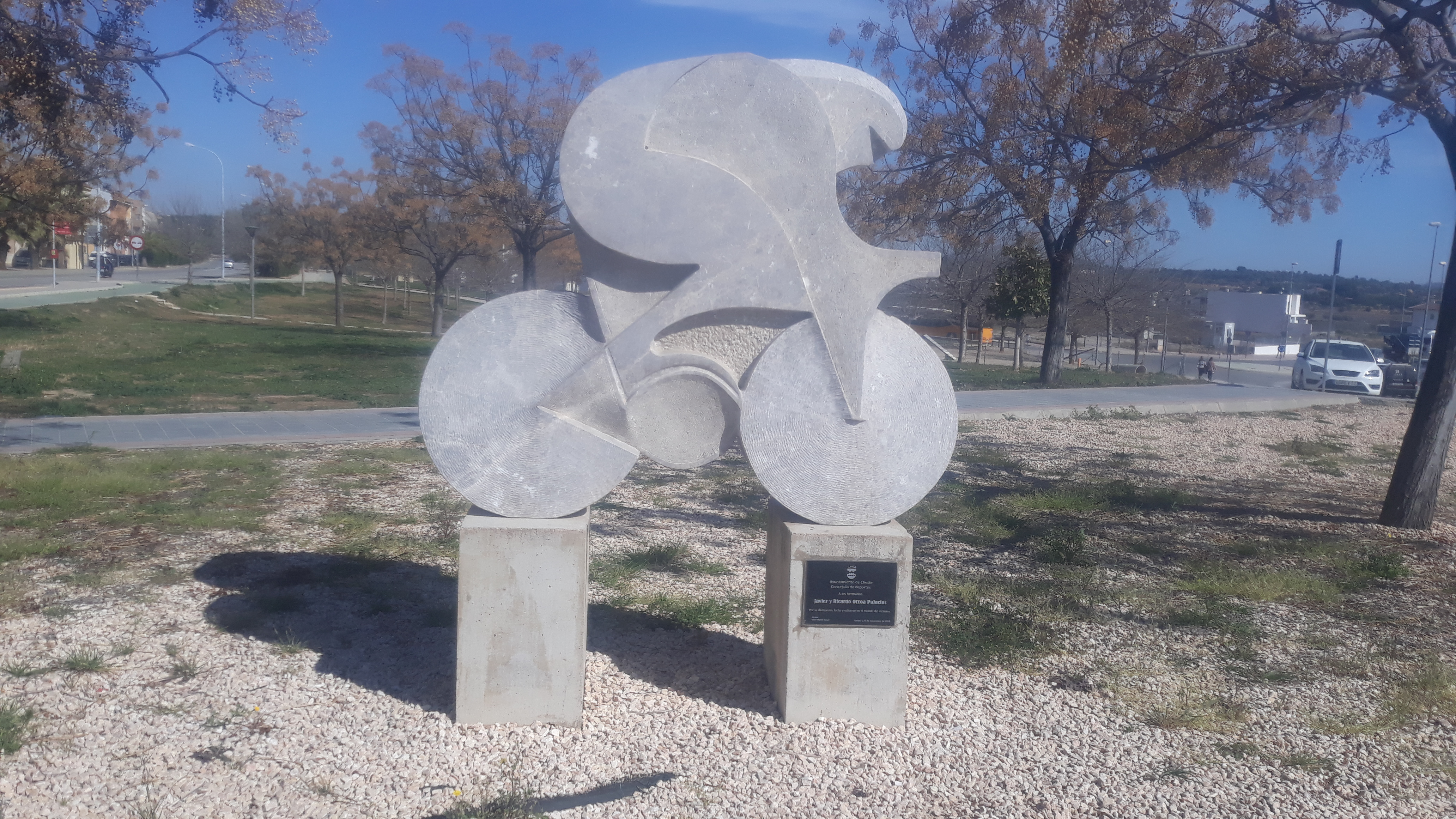
Monument dedicat als germans Otxoa Palacios a Xest

El 24 d'agost de 2018 va morir com a conseqüència d'una llarga malaltia. A Xest hi ha un monument a la seva memòria.

## Palmarès

### Carretera
- 1996
  -  Campió d'Espanya sub-23 en ruta
  - 1r al Circuito Montañés
- 2000
  - 1r a al Clàssica d'Ordizia
  - Vencedor d'una etapa al Tour de França.

### Paralímpic
- 2003
  - Campió paralímpic de ciclisme d'Europa
- 2004
  - Campió paralímpic de contrarellotge individual
  - Medalla de plata al Campionat paralímpic de persecució en pista
- 2008
  - Campió paralímpic de contrarellotge individual
  - Medalla de plata al Campionat paralímpic en ruta
- 2009
  - Campió paralímpic del món de contrarellotge individual